# USRC McCulloch (1897)

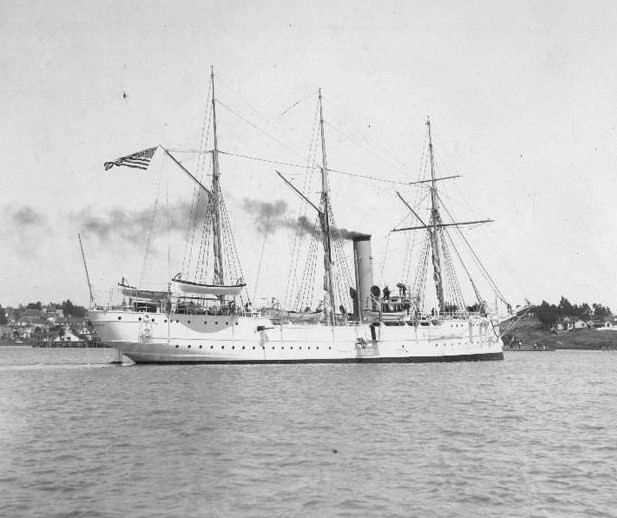
USRC McCulloch

De USRC McCulloch - (later USCGC), was een gepantserde kotter van de Amerikaanse marine tijdens de Slag in de Baai van Manilla en gedurende de Spaans-Amerikaanse Oorlog. Het werd gebouwd door William Cramp and Sons, Philadelphia. De USRC McCulloch werd in dienst gesteld op 12 december 1897 als een kruiserkotterschip voor de Revenue Cutter Service. Kapitein D. B. Hodgsdon was de eerste bevelhebber.

## Geschiedenis
Voordat de Spaans-Amerikaanse Oorlog was uitgebroken, stoomde de nieuwe pantserkotter via het Suezkanaal en het Verre Oosten naar zijn eerste basispost te San Francisco. Daarna vertrok het vanuit San Francisco en stak de USRC McCulloch de Stille Oceaan over. Bij de aankomst in Singapore op 8 april 1898, twee weken voordat de Amerikanen de oorlog verklaarden aan Spanje, kreeg het orders om zich onmiddellijk te melden bij commandant George Dewey.

## Slag in de Baai van Manilla
Dewey's smaldeel bestond uit de pantserschepen USS Olympia (C-6), het vlaggenschip, USS Boston (1884), USS Baltimore (C-3) en de USS Raleigh (C-8). De gepantserde kanonneerboten waren de USS Petrel (PG-2) en de USS Concord (PG-3). De USRC McCulloch voer met zijn bevoorradingschepen USS Nanshan (AG-3) en USS Zafiro (1898).
Het eskader vertrok vanuit Mirs Bay in China op 27 april en kwam in de nacht van 30 april aan nabij de Baai van Manilla. Rond middernacht voer de USS Olympia de baai en de haven van Cavite binnen. Daarachter volgden in gesloten linieformatie de andere voornoemde oorlogsschepen. Zij volgden elkaar door middel van hun heklichten. Alle andere boordlichten waren gedoofd om ongezien de Spaanse vijand te benaderen.
Net toen de USRC McCulloch El Fraile naderde, brak achteraan een drijfstang aan stuurboord. De nachtelijke stilte en het verrassingseffect werd hierdoor verbroken. Roetophoping in de lange schoorsteenpijp veroorzaakte brand die, als een lichtsignaal, een vuurkolom van vlammen en gloeiende gensters liet opstijgen uit de schouwpijp. Onmiddellijk daarna merkte een kustbatterij van El Fraile de USRC McCulloch op en nam deze onder vuur. De USS Boston, die in colonne net achter de kotter voer, antwoordde met zijn scheepsgeschut net als de USRC McCulloch. Samen schakelden het de kustbatterij uit.
Commandant Dewey verlaagde zijn snelheid naar 4 knopen. Op die manier zou hij niet te vroeg komen om bij het ochtendgloren de Spaanse vloot te kunnen aanvallen. Met deze ongewenste onregelmatigheid achteraan de vloot zou hun positie verraden zijn geweest. Vreemd genoeg hadden de troepen op El Fraile de Spaanse vloot in Cavite niet gealarmeerd.
De pantserkotter USRC McCulloch kreeg bevel om de twee andere waardevolle bevoorradingsschepen op te wachten en te beschermen tegen vijandelijke kanonneerboten. De aan halve snelheid lopende kotter werd zelf in bescherming genomen door de gepantserde linieschepen. De taak was om tijdens de verrassingsaanval elk beschadigd schip uit het vijandelijk schootsveld weg te slepen, om nadien zijn plaats in de vuurlinie weer in te nemen.
De USRC McCulloch moest geen enkel beschadigd schip op sleeptouw nemen of in veiligheid brengen. Gedurende de vijf schotenwisselingen in de Baai van Manilla vormde het smaldeel een gesloten vuurlinie, die de kanonniers van Dewey's eskader goed uitbuitten. De slag die omstreeks 05.40 u. begon, eindigde na 7 uren strijd, behoudens een korte pauze aan de andere zijde van de baai. Alle Spaanse oorlogsschepen waren vernietigd, gezonken of stonden in brand en 381 Spaanse matrozen waren gesneuveld of gewond. Geen enkel Amerikaans oorlogsschip was ernstig beschadigd. Acht Amerikaanse matrozen waren gewond, één gesneuveld en één man geveld door een hartinfarct.
In het bericht tot de Secretaris van de Amerikaanse Marine, prees George Dewey kapitein Hodgsdon van de kotter, voor zijn efficiënte paraatheid van zijn schip. Na de slag werd de snelle USRC McCulloch vooruitgezonden naar Hongkong om via de telegraafkabelverbinding, de positiebepaling van de vloot en het eerste telegrambericht te verzenden van de grote Amerikaanse overwinning.

### Patrouilletochten
De USRC McCulloch kwam in San Francisco aan op 10 januari 1899 en vertrok daarna op patrouille vanuit deze haven als USCGC. Het kruiste voor de Mexicaanse kust tot Kaap Blanco. Het dwong er op 9 augustus 1906 de naleving af van de reglementen tegen de illegale stroperij van zeehonden. Het opereerde in de nabijheid van de Pribilofeilanden in 1912 om de zeehondenpopulatie te beschermen. Tijdens dit dienstjaar in de Beringzee-patrouille, werd het goed bekend als drijvend tribunaalschip voor stadjes en - plaatsen aan de kust van Alaska. In 1912 keerde de USRC McCulloch terug naar het eigen patrouillegebied rond San Francisco, met geregeld kruisvaarten voor het Westkustgebied.

### Het einde
De USRC McCulloch werd overgeplaatst naar de Marine op 6 april 1917. Daar voer het voor de Navy patrouilletochten uit langs de kusten van de Stille Oceaan. Het zonk op 18 juni 1917, 3 mijl noordwestelijk van Point Conception in Californië, na een aanvaring met de stomer "Governor" van de Pacific Steamship Company.

## USRC McCulloch

### Technische gegevens
- Gebouwd: William Cramp and Sons, Philadelphia, Pennsylvania
- In dienst gesteld: 12 december 1897
- Verloren gegaan: 13 juni 1917 - (aanvaring met het stoomschip "Governor")
- Waterverplaatsing: 1.432 ton
- Lengte: 219 voet (66,75 m)
- Breedte: 32,60 voet (9,93 m)
- Diepgang 14 voet (4,26 m)
- Machine: 2 stoomketels met drievoudige expansie in stoommachines van 21,5, 34,5 en 65,5 inch boring en 30 inch slag[1]
- Vermogen: 200 pk
- Snelheid: 17 knopen (31,50 km/h)
- Kostprijs: 1.965.000 Dollar
- Bemanning: 130 manschappen in oorlogstijd

### Bewapening
- 4 kanonnen van 3" (76,2 mm)
- 1 torpedobuis

Nota: de tekst is gedeeltelijk ontleend aan de Directionary of American Naval Fighting Ships, Vol. IV, p. 296. De foto (NHC N° H46474) komt van de Photographic Section van het centrum.